# ボゴダ山
ボゴダ山（博格達山、モンゴル語: Богд Уул, Bogd Uul）は、天山山脈の一部を構成する山脈（連山）である。中華人民共和国・新疆ウイグル自治区にあり、ウルムチから東に約60kmに位置する。最高峰はボゴダ峰（5,445m）である。
南の達坂城区と北の阜康市・ジムサル県の境界をなす。これら3つの地域の灌漑はボゴダ山から流れる川から水を引いている。ボゴダ山の北側には天池がある。
天池を含む一帯は1990年にユネスコの生物圏保護区に指定された。氷雪地域、高山、森林、ステップと砂漠の5つの地形からなる。砂漠に漢方薬用のホンオニクが生え、動物はナベコウ、ニシオオノスリ、オオヤマネコや絶滅危惧種のチゴハヤブサ、コウジョウセンガゼルが生息する。